# ヴェルガート
ヴェルガート（伊: Vergato）は、イタリア共和国エミリア＝ロマーニャ州ボローニャ県にある、人口約7,600人の基礎自治体（コムーネ）。

## 地理

### 位置・広がり

#### 隣接コムーネ
隣接するコムーネは以下の通り。括弧内のMOはモデナ県所属を示す。
- カステル・ダイアーノ
- ガッジョ・モンターノ
- グリッツァーナ・モランディ
- マルツァボット
- バルサモッジャ
- ゾッカ (MO)

### 気候分類・地震分類
ヴェルガートにおけるイタリアの気候分類 (it) および度日は、zona E, 2431 GGである。
また、イタリアの地震リスク階級 (it) では、zona 3 (sismicità bassa) に分類される。

## 行政

### 分離集落
ヴェルガートには以下の分離集落（フラツィオーネ）がある。
- Amore, Calvenzano, Carbona, Castelnuovo, Cereglio, Liserna, Pieve di Roffeno, Pioppe di Salvaro, Prunarolo, Riola, Susano, Tabina, Tolè